# WASP-3

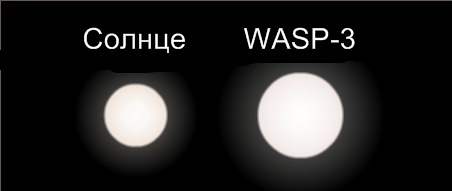

WASP-3은 거문고자리 방향으로 지구로부터 약 727 광년 떨어진 곳에 있는 겉보기 등급 10의 황백색 왜성이다. 이 별은 변광성으로 보이는데 그 증거로 2007년부터 2010년 사이 별의 활동량이 증가했다.

## 행성계
2007년 슈퍼WASP 프로젝트 중 이 항성을 돌고 있는 외계 행성 WASP-3b가 발견되었다. 2008년 윌리엄 허셜 망원경으로 이 천체가 외계 행성임을 검증했다.
2010년 천문학자들은 별을 도는 두 번째 행성이 있다고 주장했다. 그러나 2012년 이 제안은 기각되었다.

## 같이 보기
- WASP-4